# Castello di Winchester
Il castello di Winchester è un edificio medievale a Winchester nello Hampshire in Inghilterra, costruito nel 1067. Attualmente è in uso solo la Sala Grande ed ospita un museo della storia di Winchester.

## Storia

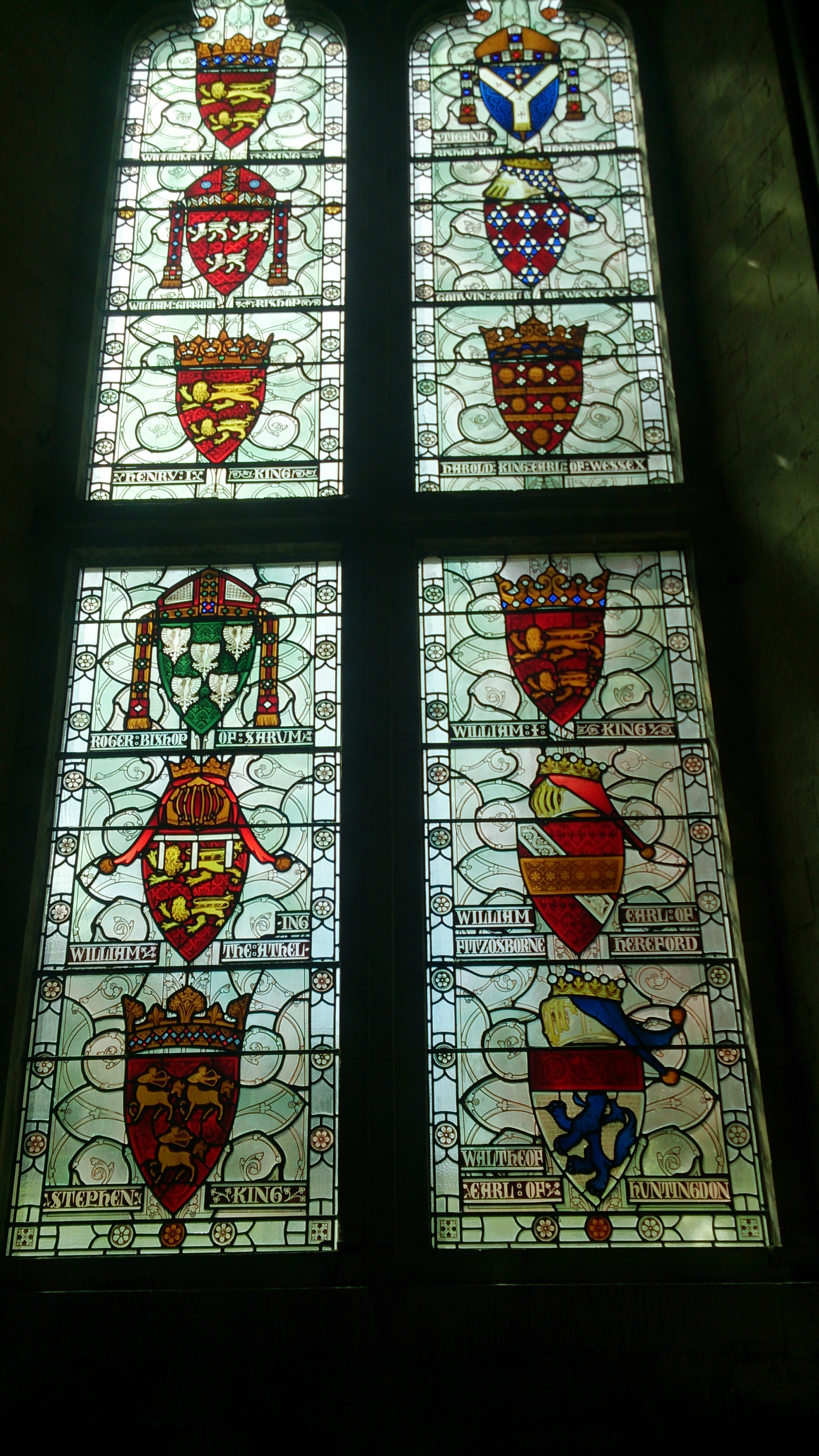
Una finestra dell'armeria nella Sala Grande

### Storia antica
Intorno al 70 d.C. i romani costruirono un massiccio bastione di terra lungo 800 ft (240 m) e largo 200 ft (61 m). Inoltre hanno costruito un forte per proteggere la città di Venta Belgarum. Questo sito è stato scelto da Guglielmo il Conquistatore come sito per uno dei primi castelli normanni in Inghilterra.
Il castello fu costruito nel 1067 e per oltre cento anni fu sede del Governo dei Re Normanni. Enrico II costruì un mastio in pietra per ospitare il tesoro reale e il Domesday Book. È ancora visibile una torre circolare del castello originale completa di porta di sicurezza. Nel 1141, durante l'Anarchia, le forze dell'Imperatrice Matilda furono assediate dalle forze del re Stefano al castello, in una rivolta.

### La costruzione della Sala Grande
Tra il 1222 ed il 1235, Enrico III, nato al castello di Winchester, aggiunse la Sala Grande, costruita a "doppio cubo", misura 110 ft (33,53 m) per 55 ft (16,76 m) per 55 ft (16,76 m). La Sala Grande è stata costruita in selce con rivestimenti in pietra; in origine aveva muri inferiori e tetto con abbaini. Al loro posto furono aggiunte le alte finestre con due luci con i primi trafori a piastre. Gli ampliamenti del castello furono aggiunti da Edoardo II. La Great Hall è un edificio di interesse storico. Dietro la Sala Grande è stato creato nel 1986 un giardino in stile medievale, chiamato Giardino della Regina Eleonora.
Una tavola rotonda arturiana era appesa nella Sala Grande. Il tavolo fu originariamente costruito nel XIII secolo e ridipinto nella sua forma attuale per Enrico VIII; intorno al bordo del tavolo erano dipinti i nomi dei cavalieri di Re Artù. Nel ritratto di Re Artù è riconoscibilmente una rappresentazione del giovane Enrico VIII. Nella Sala Grande furono anche appese una serie di epigrammi pittorici illuminati in stile monastico medievale noti come i pannelli Winchester. Si pensa che rappresentino i 25 cavalieri della Tavola Rotonda de illustrino le sfide che un personaggio in fase di maturazione deve affrontare mentre procede attorno alla grande "Ruota della Vita".

### Storia recente
Nel 1302, Edoardo I e la sua seconda moglie, Margherita di Francia, scamparono per un pelo alla morte quando gli appartamenti reali del castello furono distrutti da un incendio. Il 19 marzo 1330, Edmondo Plantageneto, I conte di Kent, fu decapitato fuori dalle mura del castello nel complotto Despenser contro il re Edoardo III. Il castello rimase un'importante residenza ed il 10 aprile 1472 vi nacque Margherita di York, figlia del re Edoardo IV. Dopo che Elisabetta I salì al trono nel 1558, il castello cessò di essere una residenza reale e fu consegnato alle autorità cittadine di Winchester.
Il 17 novembre 1603 Walter Raleigh fu processato per tradimento per la sua presunta partecipazione ad un complotto nella Sala Grande convertita. Il castello fu utilizzato dai monarchici durante la guerra civile inglese, cadendo poi in mano ai parlamentari nel 1646 e poi demolito su ordine di Oliver Cromwell nel 1649. Più tardi nel XVII secolo, Carlo II progettò di costruire la residenza del Re adiacente al sito, incaricando Christopher Wren di progettare un palazzo reale per rivaleggiare con il Palazzo di Versailles, ma il progetto fu abbandonato da Giacomo II. Fu nella Grande Sala che, all'indomani della ribellione di Monmouth, il giudice Jeffreys tenne le assisi sanguinose il 27 agosto 1685: gli accusati alle assemblee di Winchester includevano Alice Lisle che fu condannata a morte per aver ospitato i fuggitivi.
Castle Hill, situata nelle vicinanze, è la sede della Camera del Consiglio dell'Hampshire County Council e, dal 2014, del Winchester Register Office. La Sala Grande è stata anche la sede delle assisi di Winchester e il 15 marzo 1953 vi si svolse un altro famigerato processo, quando Edward Montagu, Michael Pitt-Rivers e Peter Wildeblood furono processati e furono quindi assolti dall'accusa di aver commesso specifici atti di indecenza.

## Galleria d'immagini

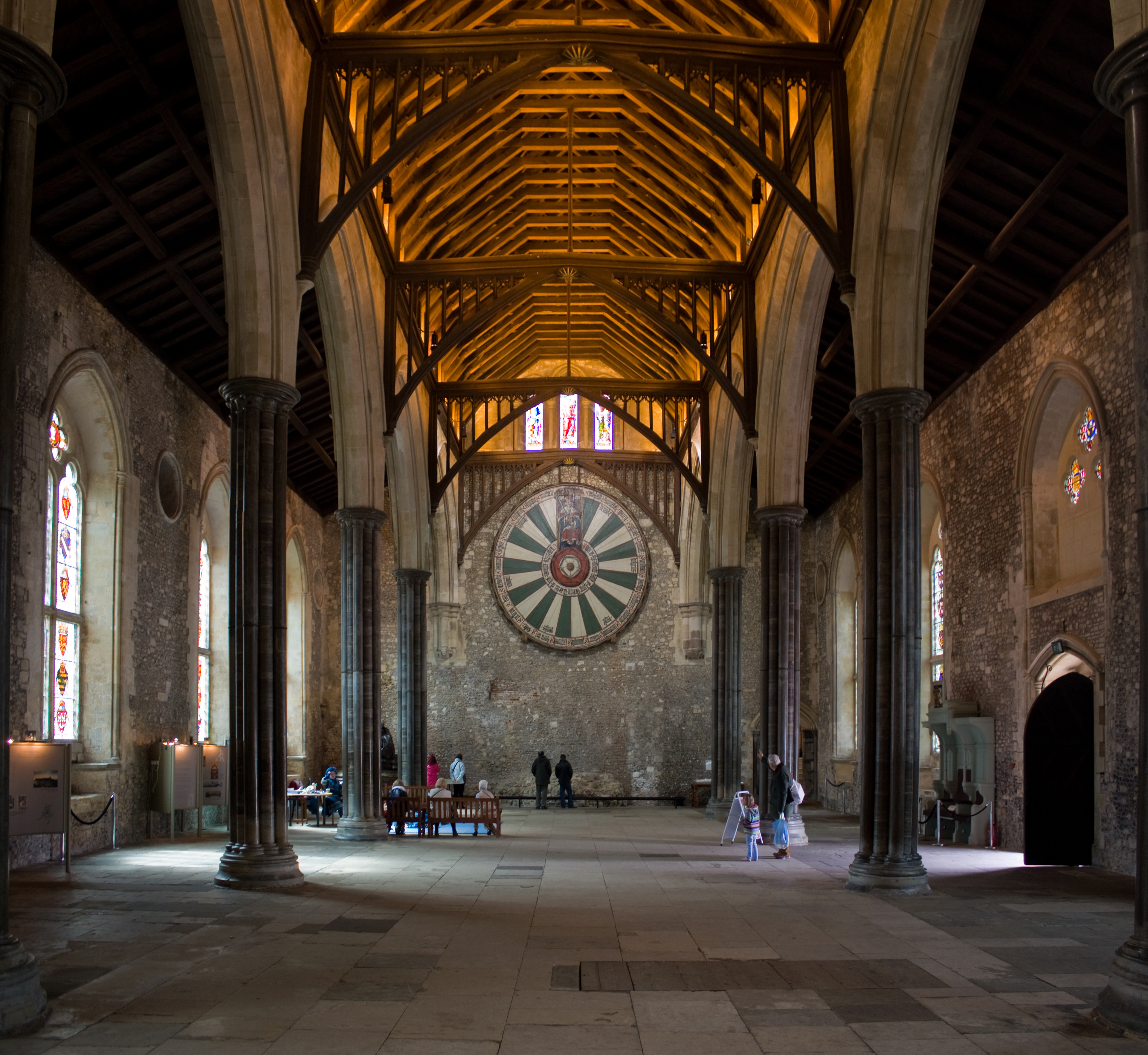
L'interno della Sala Grande
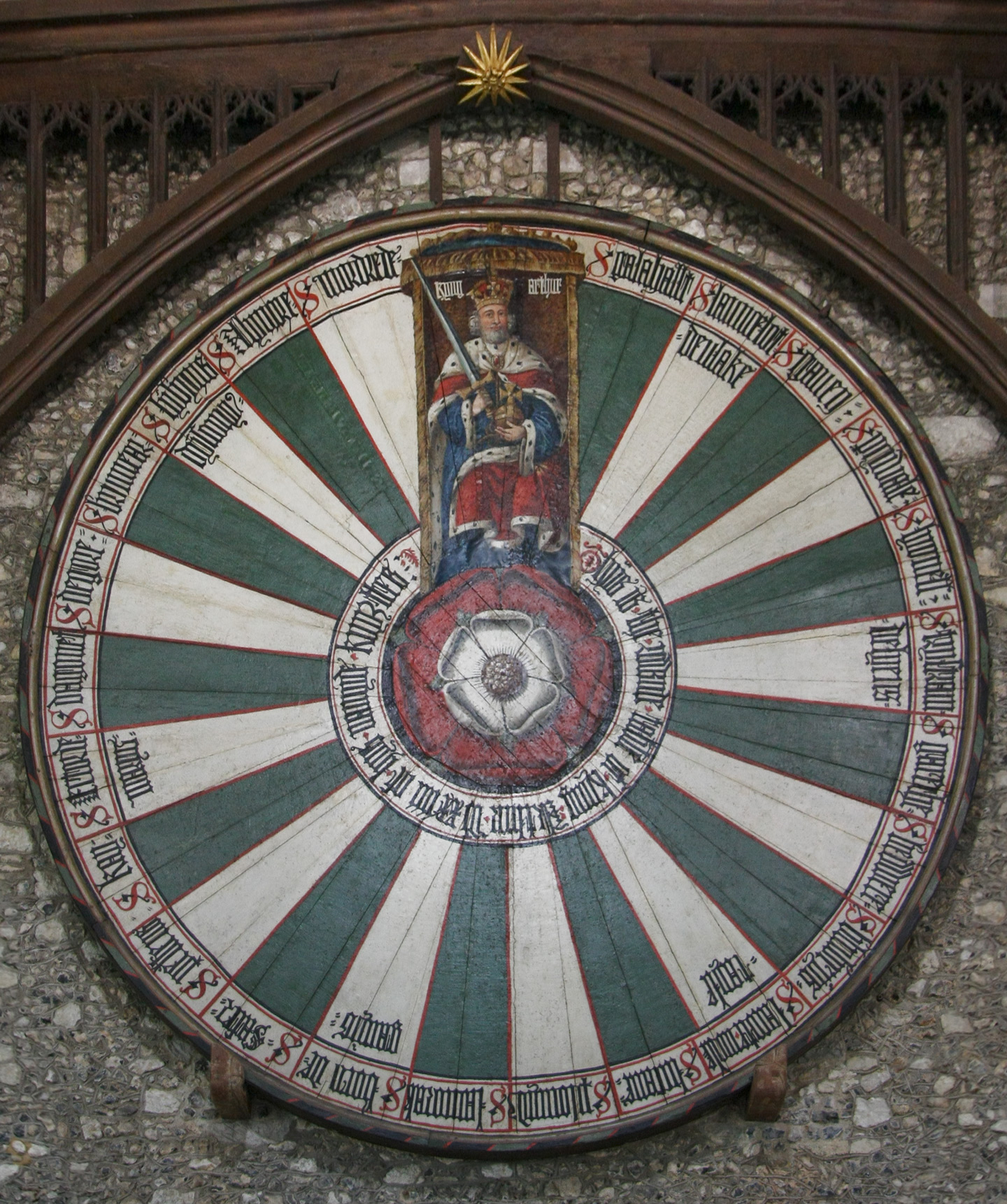
La "Tavola Rotonda di Winchester" nella Sala Grande, datata 1275
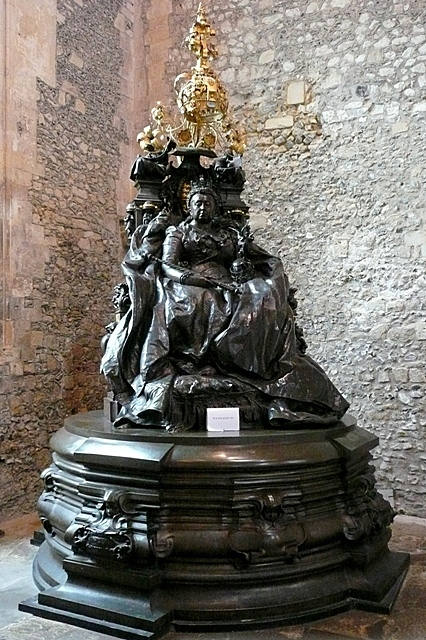
Statua della regina Vittoria nella Sala Grande
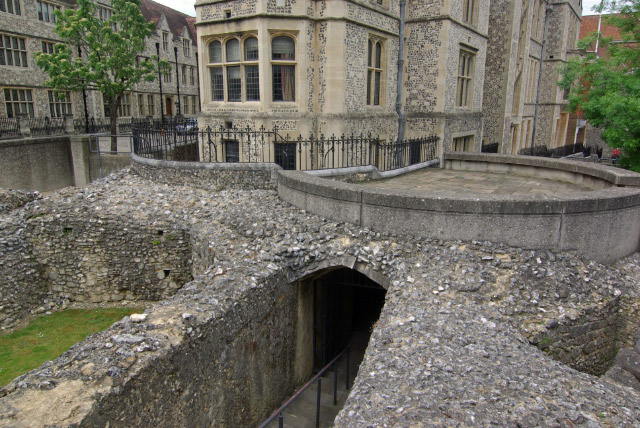
Resti del castello